# 安誠
安誠（？—1857年），魏佳氏，滿洲鑲黃旗人，清朝武官。

## 生平
道光八年（1828年），袭父亲花沙布的三等承恩公。道光二十四年，幫辦兼三等侍衛、担任哈密幫辦大臣。咸丰年间，担任英吉沙爾領隊大臣。咸丰七年，以副都統銜，任駐藏幫辦大臣。
太祖父魏嗣興、高曾祖父魏武士宜、高祖父魏清泰，曾祖姑母孝儀純皇后，父亲花沙布；有子魏佳恩榮，孙魏佳瑞山。